# Institution of Civil Engineers

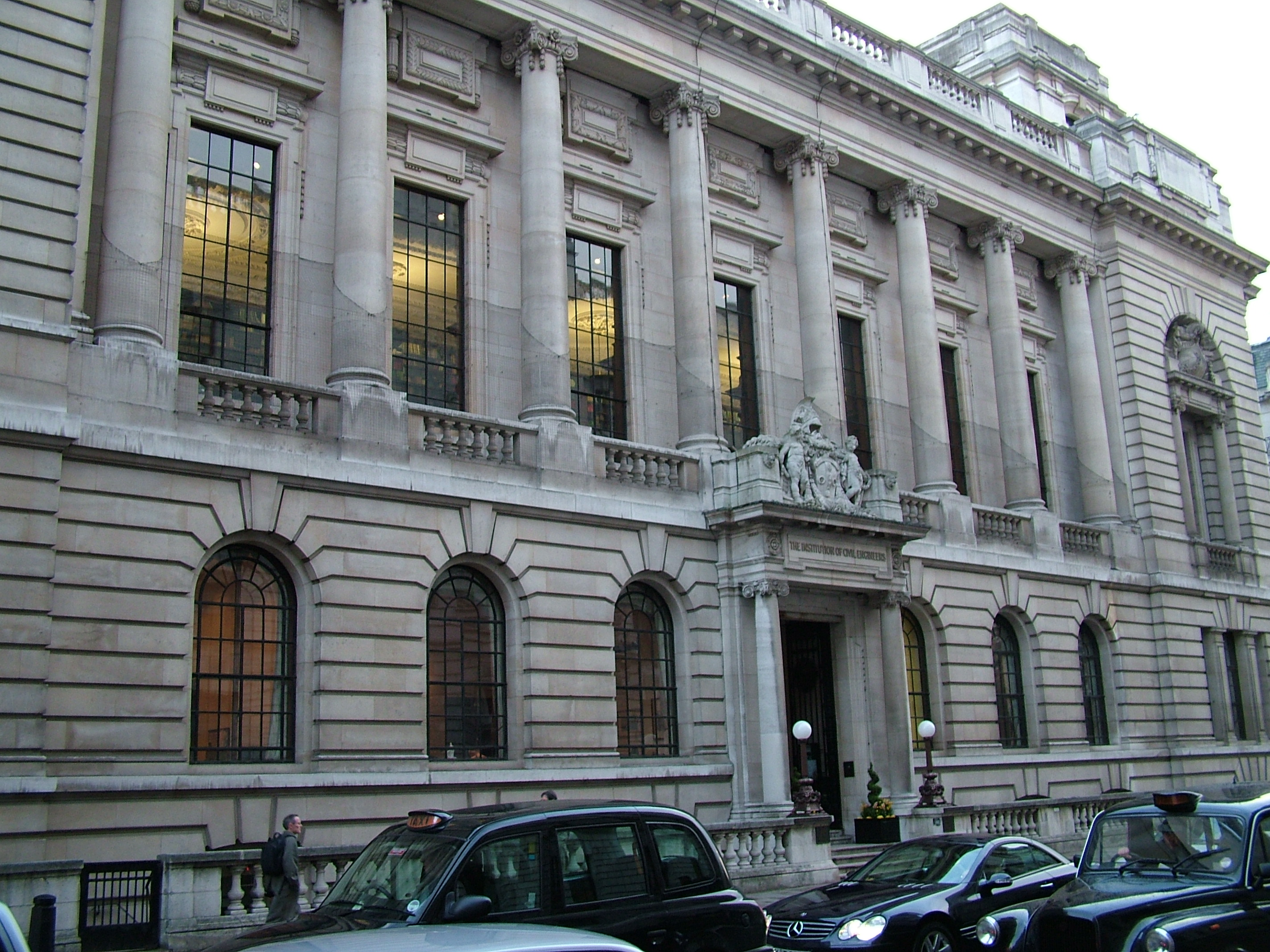
Hauptquartier in London

Die Institution of Civil Engineers (ICE) ist eine Vereinigung von Bauingenieuren mit Sitz in London (Great George Street in Westminster).  Obwohl sie hauptsächlich britische Bauingenieure als Mitglieder hat und deren Hauptvertretung ist, gehören ihr 2008 rund 80.000 Mitglieder aus über 150 Ländern an.
In Großbritannien gab es schon 1771 eine Society of Civil Engineers von John Smeaton, nach seinem Tod Smeatonians genannt. Die eigentliche ICE wurde 1818 durch drei junge Ingenieure in einem Londoner Kaffeehaus gegründet und erlangte Bedeutung durch die Präsidentschaft von Thomas Telford. 1828 erhielten sie königliche Anerkennung (Royal Charter). 1839 zog diese Vereinigung in die Great George Street, wo 1913 ihre heutige Hauptgeschäftsstelle gebaut wurde. Anfangs gehörten ihr auch Maschinenbauingenieure an, allerdings wurde 1847 deren eigener Verein, die Institution of Mechanical Engineers, gegründet. 
Die Gesellschaft veröffentlicht auch Bücher und Zeitschriften in ihrem eigenen Verlag ICE Publishing und ist außerdem mit dem Verlag Thomas Telford Ltd. verbunden. Sie ist auch in der Weiterbildung tätig und organisierte seit dem 19. Jahrhundert Prüfungen, um einen hohen Qualitätsstandard im Ingenieurwesen in Großbritannien zu fördern.
Sie vergeben mehrere Preise, so die Goldmedaille, die Telford-Medaille (für einen herausragenden Zeitschriftenartikel), die Internationale Medaille, die Warren-Medaille, die Brunel-Medaille.
Das Archiv der Vereinigung, mit den Mitgliederanträgen, wurde im Jahr 2013 zum Weltdokumentenerbe erklärt. Die Mitgliedsanträge wurden zum Weltdokumentenerbe erklärt, da sie einen einzigartigen biographischen Überblick über die Ingenieure sowie über ihre sozioökonomischen Hintergründe geben.